# Нікішина Вікторія Олександрівна
Вікторія Олександрівна Нікішина (рос. Виктория Александровна Никишина, 9 вересня 1984) - російська фехтувальниця, олімпійська чемпіонка.

## Виступи на Олімпіадах
| Олімпіада  | Дисципліна       | Місце |
| ---------- | ---------------- | ----- |
| Пекін 2008 | рапіра, особисті | 15    |
| Пекін 2008 | рапіра, командні | 1     |